# Enderûn

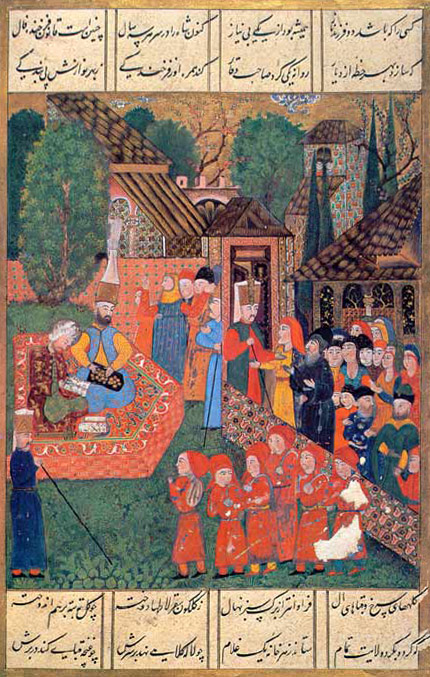
Devchirmé dans les Balkans, miniature ottomane, 1558

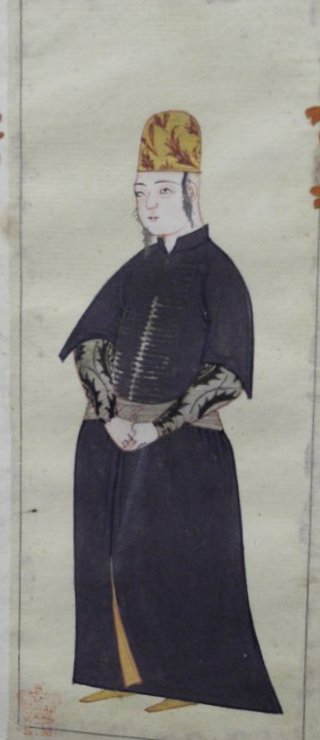
Page du palais impérial, album du voyageur Peter Mundy, 1618

Enderûn (اندرون « l'intérieure » en persan), aussi appelée اندرون همایونEnderûn-i Hümâyûn, « l'intérieure du Grand Seigneur » ou  اندرون مكتبى Enderûn Mektebi, « école intérieure », désignait un ensemble de services du palais de l'Empire ottoman et en particulier l'école des esclaves fonctionnaires (Enderun-i Hümayun Mektebi) chargée de former les cadres issus de l'esclavage pour l'administration, l'armée et le palais. Son siège se trouvait dans le palais de Topkapı à Constantinople, l'actuelle Istanbul.

## Histoire
L'école d'Enderûn reçoit son organisation sous le règne de Mehmed II (1451-1481), d'abord à Edirne, sa première capitale, puis, après la prise de Constantinople (1453), dans cette ville. Elle est située dans la troisième enceinte du palais de Topkapı, résidence de la famille impériale. Les autres services du palais sont connus comme Birûn, l'extérieure. Elle est la dernière étape de la formation des enfants d'origine chrétienne issus du devchirmé, littéralement « le ramassage » ou « la récolte », prélèvement obligatoire sur les populations chrétiennes sujettes de l'Empire (millet). Plus tard, cette formation sera ouverte aux enfants d'origine musulmane.
Les élèves reçoivent une formation bureaucratique et militaire. Issus de cultures différentes, ils s'imprègnent des valeurs ottomanes et entretiennent des liens étroits avec le sultan. Selon leurs aptitudes, ils se spécialisent comme lettrés, poètes, chefs militaires ou administrateurs civils. Bien que leur statut soit celui d'esclave (قول ḳul), ils peuvent atteindre les fonctions les plus élevées : 
« L'école des pages fournit 60 grands vizirs, plus de 100 vizirs, 23 grands amiraux de la flotte ottomane, des milliers de hauts fonctionnaires, de gouverneurs, de grands financiers mais aussi des artistes, des architectes, des calligraphes, des compositeurs, des peintres et des poètes, c'est-à-dire la fine fleur de l'élite ottomane à l'exception des hommes de la religion, même si trois grands muftis, chefs suprêmes de la hiérarchie religieuse, sont également issus du sérail. »
Après la réforme de l'armée ottomane par Mahmoud II en 1826, la création de l'école militaire ottomane en 1834 et le développement d'autres écoles spécialisées au XIXe siècle, l'école d'Enderûn perd la plupart de ses fonctions. Elle est finalement fermée pendant la seconde période constitutionnelle ottomane (en) (1908–1920).

## Cursus
Des recruteurs choisissent, parmi les enfants de 10 à 20 ans tirés du devchirmé, ceux qui présentent les meilleures aptitudes physiques et intellectuelles. 1 000 à  2 000 enfants étudient dans trois écoles préparatoires situées hors du palais. Les jeunes pages choisis pour le palais (içoğlan) étudient pendant 7 ou 8 ans dans 5 domaines :
- Sciences islamiques, arabe, persan et turc
- Sciences naturelles, mathématiques, géographie
- Histoire, droit, administration, vie de cour et science politique
- Éducation professionnelle, arts, musique
- Éducation physique et armes

L'enseignement donné dans la première moitié du XVIIe siècle est connu par la Relation du sérail du Grand Seigneur écrite en 1665 par Albertus Bobovius (Wojciech Bobowski), captif polonais devenu page, musicien et finalement drogman (interprète) de la cour impériale. Il décrit les exercices des armes, arc, cimeterre et javelot, ceux de l'équitation et de la voltige équestre (cündi). Chaque page possède un exemplaire du Coran ; bien que peu d'entre eux comprennent l'arabe, quelques-uns parviennent à savoir le livre sacré par cœur. Ceux qui étudient les lettres, les tâlib ül-'ilmî, étudient la grammaire arabe et les commentaires religieux. Certains s'attachent à la poésie persane de Saadi, Hafiz ou aux contes en persan et turc tirés du Kalila et Dimna et des Mille et une nuits. La maîtrise des langues et de la calligraphie
donne accès au poste de divan effendi (secrétaire d'administration) puis aux autres fonctions étatiques. À la fin de son cursus, l'élève doit parler et écrire au moins trois langues, maîtriser un métier artisanal ou artistique et avoir de bonnes notions d'art militaire.

## Bâtiments

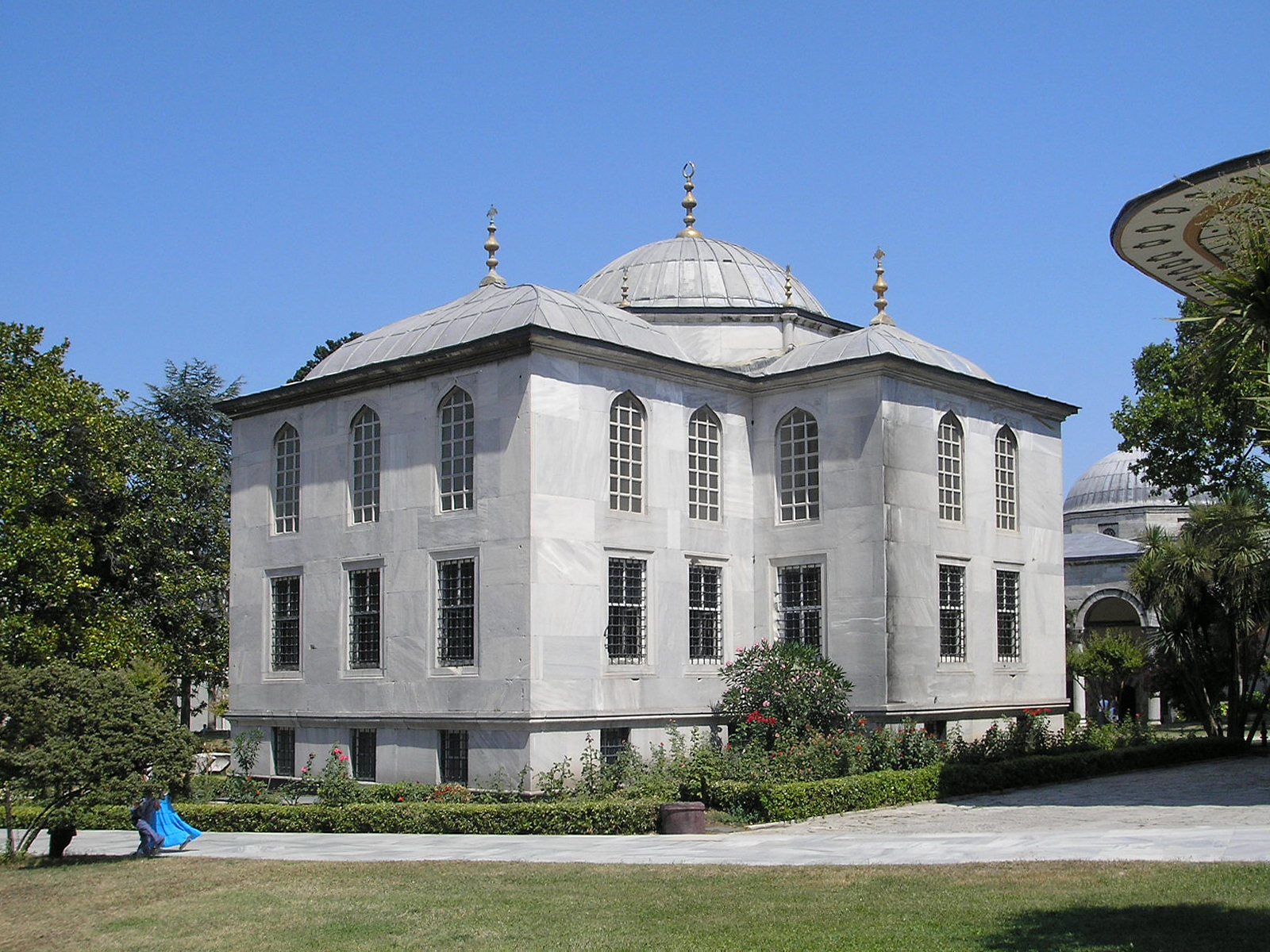
Bibliothèque d'Enderûn, règne d'Ahmet III (1703-1730)

L'école principale se trouve dans la troisième enceinte du palais de Topkapı, qu'elle partage avec la salle du trône, le trésor, le harem. Ses classes sont partagées entre :
- La petite salle (Hane-i Sağır) où les élèves apprennent la lecture et l'écriture sous la direction du Kapi Agha (en) (chef des eunuques).
- La grande salle (Hane-i Kebir) qui partage les mêmes activités que la petite salle.
- La salle du fauconnier (Hane-i Bâzyân) où certains élèves, au nombre de 40 apprennent l'art de la fauconnerie.
- La salle des soins du corps (Hane-i Seferli) où les élèves apprennent la toilette et l'entretien des vêtements.
- La salle des nourritures (Hâne-i Kiler) associée aux cuisines du palais : les élèves apprennent tout ce qui concerne la nourriture, la boisson et le service de table, et servent de goûteurs pour les aliments du sultan.
- La chambre du trésor (Hazine Koğuşu) où les élèves apprennent les principes de la trésorerie et de la comptabilité.
- La chambre privée (Has Oda) où vit le sultan en compagnie de 40 élèves dirigés par un ağa.

L'école comprend encore une bibliothèque, une mosquée, un conservatoire de musique et des bains.